# Het tweede gelaat
Het tweede gelaat is een Belgische thriller-misdaadfilm uit 2017, geregisseerd door Jan Verheyen. Het scenario werd geschreven door Carl Joos en werd gebaseerd op het boek Double Face van Jef Geeraerts. De hoofdrollen in de film worden vertolkt door Koen De Bouw en Werner De Smedt en is het vervolg op Dossier K. uit 2009.

## Premise
De vriendschap tussen inspecteurs Vincke (Koen De Bouw) en Verstuyft (Werner De Smedt) wordt op de proef gesteld tijdens hun onderzoek naar een reeks gruwelijke moorden. Met de hulp van een Nederlandse profiler (Marcel Hensema) stelt Vincke een afgebakend daderprofiel op, waarbij een rijke ondernemer (Chris Van den Durpel) als verdachte al snel op de voorgrond treedt. Verstuyft is sceptisch en richt tegen alle bevelen in zijn pijlen op Rina (Sofie Hoflack), een jonge vrouw waarvan hij vermoedt dat ze uit de klauwen van de seriedoder is ontsnapt, maar maakt de fout met haar te slapen. Wanneer beide pistes elkaar plots kruisen, krijgt de zaak een dramatische wending die tot meerdere nieuwe slachtoffers leidt.

## Rolverdeling
| Acteur               | Personage                   |
| -------------------- | --------------------------- |
| Koen De Bouw         | Inspecteur Eric Vincke      |
| Werner De Smedt      | Inspecteur Freddy Verstuyft |
| Marcel Hensema       | Anton Mulder                |
| Greg Timmermans      | Wim Cassiers                |
| Sofie Hoflack        | Rina                        |
| Hendrik Aerts        | Patrick Manteau             |
| Chris Van den Durpel | Hoybergs                    |
| Travis Oliver        | Cody                        |
| Ikram Aoulad         | Abida                       |
| Jurgen Delnaet       | Roth                        |
| Greet Verstraete     | Suzanne                     |
| Hilde Heijnen        | Eva                         |
| Marijke Pinoy        | Moeder Tissot               |
| Christel Domen       | Mevrouw Hoybergs            |
| Kim Hertogs          | Mevrouw Cody                |
| Erik Goris           | Onderzoeksrechter           |
| Frances Lefebure     | Politieagent                |
| Michiel De Meyer     | Politieagent                |
| Karel Vingerhoets    | Wetsdokter                  |
| Uwamungu Cornelis    | Forensisch expert           |
| Daan Hugaert         | Huisarts                    |
| Sven De Ridder       | Barman                      |
| Eric Godon           | Concièrge                   |
| Peter Thyssen        | Cipier                      |
| Kadèr Gürbüz         | Parketmedewerkster          |
| Julie Van den Steen  | Secretaresse                |

## Productie

### Aankondiging
Begin april 2014 maakte producent Peter Bouckaert bekend dat er groen licht werd gegeven voor de derde 'Vincke en Verstuyft' thriller en dat Koen De Bouw en Werner De Smedt zouden terugkeren in de hoofdrollen.
Jan Verheyen werd na Dossier K. aangesteld als regisseur van de derde 'Vincke en Verstuyft' film.

### Opnames
De opnames gingen op 6 september 2016 van start en namen in totaal 51 draaidagen in beslag. De opnames gingen door in Antwerpen, Heusden-Zolder, Opglabbeek, Jette en het Nederlandse Ossendrecht.
Tussen 30 september 2016 en 2 oktober 2016 nam de productie een actiescène op aan de Waaslandtunnel en op Linkeroever.
Wegens andere acteerverplichtingen, liepen de opnames voor Koen De Bouw af eind oktober 2016. De scènes zonder De Bouw werden in de maand november opgenomen.

### Promotie
Op 8 november 2016 gaf de productie de eerste teaser van de film vrij.
De trailer van de film werd op 12 juni 2017 vrijgegeven.

### Première
De film ging op 14 oktober 2017 in première op het Internationaal filmfestival van Chicago.